# Giardino dei Tarocchi
Il Giardino dei Tarocchi è un parco artistico situato in località Garavicchio, nei pressi di Pescia Fiorentina, nel comune di Capalbio in provincia di Grosseto, ideato dall'artista franco-statunitense Niki de Saint Phalle, popolato di statue ispirate alle figure degli arcani maggiori dei tarocchi.
Per volontà dell'artista, nel Giardino dei Tarocchi non si eseguono visite guidate per lasciare il senso del luogo alla libera interpretazione dei visitatori.

## Storia

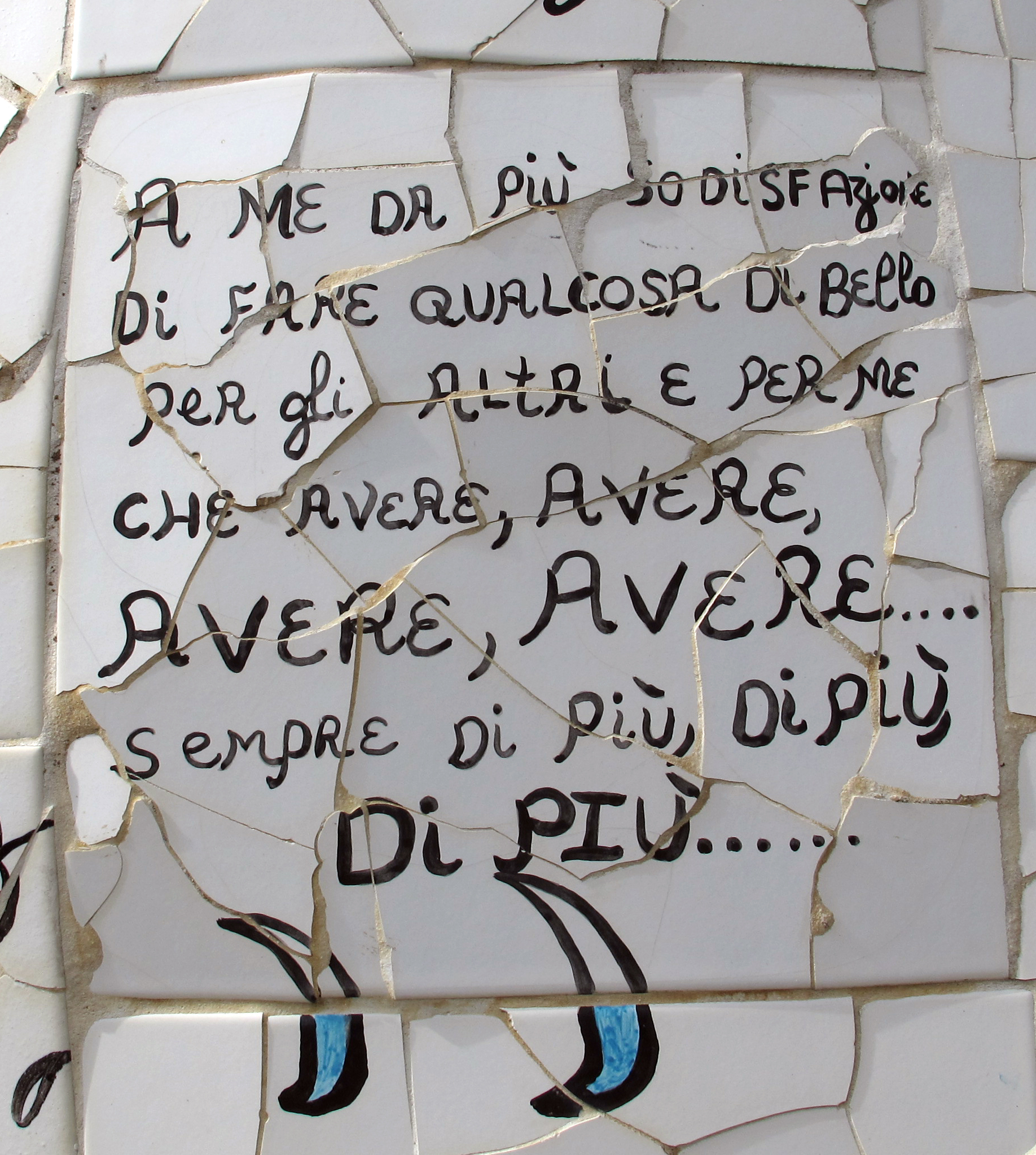
Motto dell'artista, su una piastrella de L'Appeso

Seguendo l'ispirazione avuta durante la visita al Parque Guell di Antoni Gaudí a Barcellona, poi rafforzata dalla visita al giardino di Bomarzo, Niki de Saint Phalle inizia la costruzione del Giardino dei Tarocchi nel 1979.
Identificando nel Giardino il sogno magico e spirituale della sua vita, Niki de Saint Phalle si è dedicata alla costruzione delle ventidue imponenti figure in acciaio e cemento ricoperte di vetri, specchi e ceramiche colorate, per più di diciassette anni, affiancata, oltre che da diversi operai specializzati, da un'équipe di nomi famosi dell'arte contemporanea come Rico Weber, Sepp Imhof, Paul Wiedmer, Dok van Winsen, Pierre Marie ed Isabelle Le Jeune, Alan Davie, Marina Karella e soprattutto dal marito Jean Tinguely, scomparso nel 1991, che ha creato le strutture metalliche delle enormi sculture e ne ha integrate alcune con le sue mécaniques, assemblaggi semoventi di elementi meccanici in ferro.
All'opera hanno collaborato anche Ricardo Menon, amico ed assistente personale di Niki de Saint Phalle, e Venera Finocchiaro, ceramista romana; le sculture più piccole del Giardino (Temperanza, Innamorati, Mondo, Eremita, Oracolo, Morte e Appeso), realizzate a Parigi con l'aiuto di Marco Zitelli, sono state poi prodotte in poliestere da Robert, Gerard e Olivier Haligon. L'architetto ticinese Mario Botta, in collaborazione con l'architetto grossetano Roberto Aureli, ha disegnato il padiglione di ingresso, uno spesso muro di recinzione con una sola grande apertura circolare al centro, pensato come una soglia che divida nettamente il Giardino dalla realtà quotidiana.
Terminato solo nell'estate del 1996, la realizzazione del Giardino ha comportato, oltre ad un enorme lavoro di impianto, una spesa di circa 10 miliardi di lire interamente autofinanziati dall'autrice. Nel 1997 Niki de Saint Phalle ha costituito la Fondazione Il Giardino dei Tarocchi il cui scopo è quello di preservare e mantenere l'opera realizzata dalla scultrice.
Il 15 maggio 1998 il Giardino dei Tarocchi è stato aperto al pubblico.
Visitando il parco si nota che non sono stati terminati alcuni interventi e che una statua è incompiuta, a causa della malattia respiratoria che uccise l'artista nel 2002 e il cui volere era quello di non completare le parti che lei stessa non aveva realizzato.

## La critica

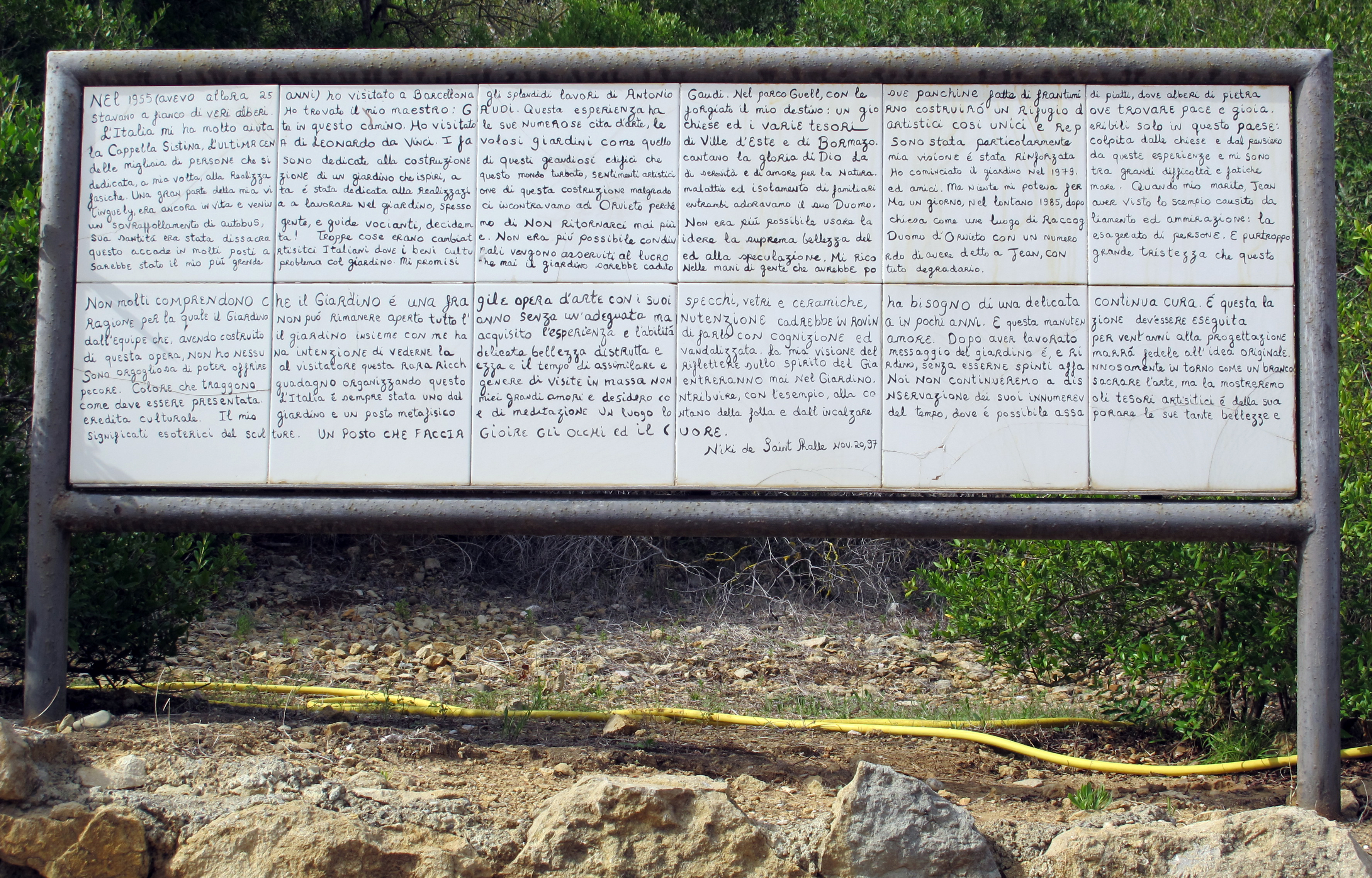
La storia del giardino su una lapide all'ingresso

Le sculture ispirate agli arcani maggiori dei Tarocchi, dense quindi di significati simbolici ed esoterici, sono l'ultima tappa di un percorso artistico iniziato da Niki de Saint Phalle a metà degli anni Sessanta, dopo aver abbandonato il Nouveau Réalisme e gli assemblaggi polimaterici per la creazione delle cosiddette Nanas, enormi, sinuose figure femminili percorribili ed abitabili, la prima delle quali - La Hon - venne realizzata nel 1966 per il Museo di Stoccolma e la più famosa delle quali, la Tête, fu terminata nel 1973 nel bosco di Milly-la-Forêt in Francia e dichiarata monumento nazionale dal presidente Mitterrand.
Nei colori intensi e vivacissimi, nella «spasmodica dilatazione delle forme e nella solarità ispirata ai maestri del cromatismo, da Matisse a Picasso, da Kandinskij a Klee», le corpose, esplosive sculture del Giardino dei Tarocchi, rivestite di un «abito di luce che trasforma le varie figure personalizzate in una favolosa successione di parure neobarocche», rapiscono «l'attenzione e i sensi dello spettatore», che, lungi dal percorrere un parco di divertimenti, compie una sorta di percorso iniziatico che si richiama ad illustri precedenti - Bomarzo, il Palazzo Ideale di Ferdinand Cheval nella Drome, il Parco Guell, le Torri di Watts di Simon Rodia di Los Angeles - ma che è connotato soprattutto dalla presenza di un Femminile materno e potente, carico di complessità simbolica e di non casuali connessioni (...) con i calvari psichici e fisici» dell'autrice.
Celebrata come opera unica nel suo genere, al Giardino dei Tarocchi è stata dedicata nell'estate 1997 una mostra all'interno della secentesca polveriera Guzman, sulla laguna di Orbetello, allestita da Gianni Pettena, a cura di Anna Mazzanti con interventi di Pierre Restany e Enrico Crispolti, e corredata di un film biografico di Peter Schamoni sulla storia artistica della scultrice.
Nell'estate 2006 l'amministrazione comunale di Capalbio organizzò la prima mostra sul Giardino con esposizione di circa 60 opere e documenti di cantiere provenienti da collezioni private tenuta nel Castello Aldobrandeschi Collacchioni. Curatore scientifico della mostra fu Roberto Aureli, collaboratore per oltre un decennio di Niki e di Jean Tinguely per la definizione del Giardino dei Tarocchi.
Dell'opera è unanimemente riconosciuto lo stretto connubio tra arte e architettura, perché «della prima utilizza i vasti repertori figurativi e linguistici, ma della seconda ha la dimensione: umana, abitabile, tangibile» e per la «volontà di destinazione dell'evento plastico a configurazione ambientale, dunque percorribile, abitabile».
Inoltre, con l'arredo della sua scultura-abitazione, l'Imperatrice-Sfinge, Niki de Saint Phalle ha elaborato e realizzato l'altro stretto rapporto tra arte, architettura e design, mentre, ancora, presenti ed evidenti sono l'integrazione arte-natura, tradizione-contemporaneità, forme-colore, materia-spirito, così da fare del Giardino dei Tarocchi un'opera totale.

## Descrizione

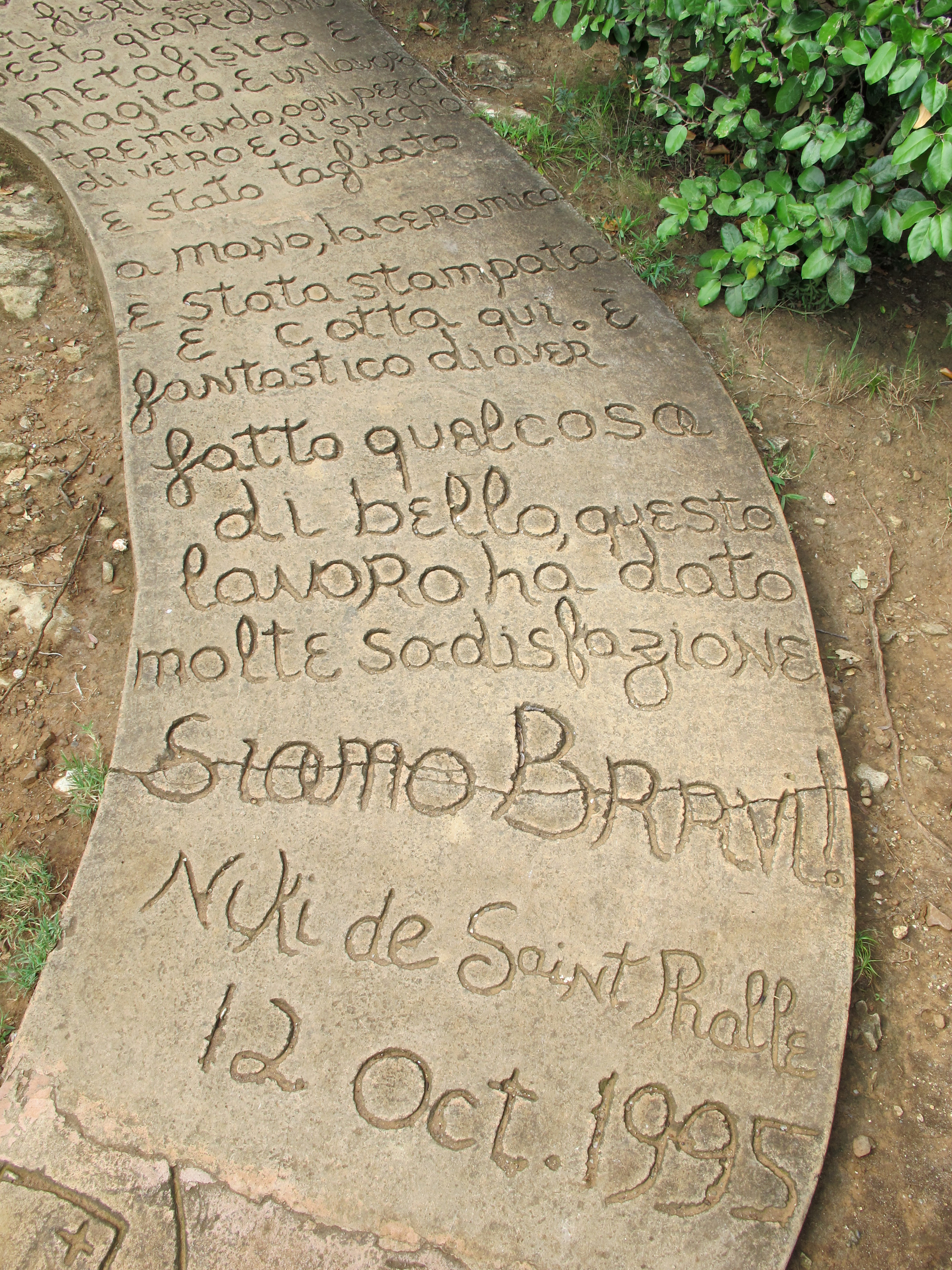
Uno dei vialetti

### Ubicazione
Il Giardino sorge sul versante meridionale della collina di Garavicchio, nella Maremma toscana.
L'opera, dilatata su circa 2 ettari di terreno, costituisce una vera e propria «città» in cui le sculture-case segnano le tappe del percorso spiccando coloratissime già dalla strada nel selvaggio paesaggio naturale.
Ai piedi della collina di Garavicchio, l'accesso al Giardino è letteralmente sbarrato dalla lunga muraglia del padiglione d'ingresso creato da Mario Botta, costituito da un doppio muro di recinzione in tufo con una sola grande apertura circolare al centro, chiusa da una cancellata. Lo stesso Botta ha dichiarato che nel disegno dell'ingresso ha cercato di interpretare il sentimento di «separazione» tra il Giardino ed il mondo esterno che Niki de Saint Phalle chiedeva: il muro è inteso quindi come una «soglia», da varcare per entrare in una «pausa magica» nettamente divisa dalla realtà di tutti i giorni.
Nel progetto, il muro ha preso sempre più spessore per essere attrezzato, all'interno, con i servizi richiesti da un'attività di transito; i due lunghi setti murari paralleli sono così separati da uno spazio, pavimentato in porfido, che accoglie, ai lati dell'apertura circolare, i gabbiotti in metallo e vetro per la biglietteria ed il piccolo negozio.

### La piazza centrale
Varcata la soglia, la strada sterrata sale fino alla grande piazza centrale occupata da una vasca e sovrastata dalle figure unite della Papessa e del Mago, i primi arcani maggiori dei Tarocchi che segnano l'inizio del percorso. Circondata dal verde e dalle sinuose panchine di Pierre Marie Le Jeune, la piazza, sorta di grande anfiteatro sovrastato dalle altre, coloratissime sculture, comunica immediatamente quell'impressione di inquietudine ed incantesimo, di fascinazione, di gioco, di splendida visionarietà che anima l'intero Giardino.
La vasca circolare in cui si raccolgono le acque sgorganti a cascata dalla scalinata che procede dalla enorme bocca aperta della Papessa, chiara reminiscenza dell'Orco di Bomarzo e ideale legame con i giochi d'acqua di Villa d'Este è segnata al centro dalla Ruota della Fortuna, la scultura meccanica semovente eseguita da Jean Tinguely.
Le strade che si dipartono dalla piazza percorrono itinerari diversi che seguono le sinuosità del terreno, salendo o scendendo lungo il costone.
Anche le strade giocano nell'opera un ruolo fondamentale: sul cemento che le ricopre, infatti, Niki de Saint Phalle ha inciso indelebilmente appunti di pensiero, memorie, numeri, citazioni, disegni, messaggi di speranza e di fede, snodando un percorso che ancora una volta non è solo fisico ma soprattutto spirituale.
Sul costone destro, la piccola scalinata che sale dalla piazza passa sotto la figura del Sole, incarnato nel grande uccello del fuoco, bianco, rosso e giallo, appollaiato sopra un grande arco azzurro, nel quale è evidente il richiamo all'iconografia degli indiani d'America. Immediatamente dopo il Sole, ecco il Papa, opera preferita di Tinguely che ne saldò la struttura «in solitaria» e che adotta la tecnica filiforme detta skinny.

### L'Albero della Vita, laGiustizia, gliInnamoratie ilProfeta

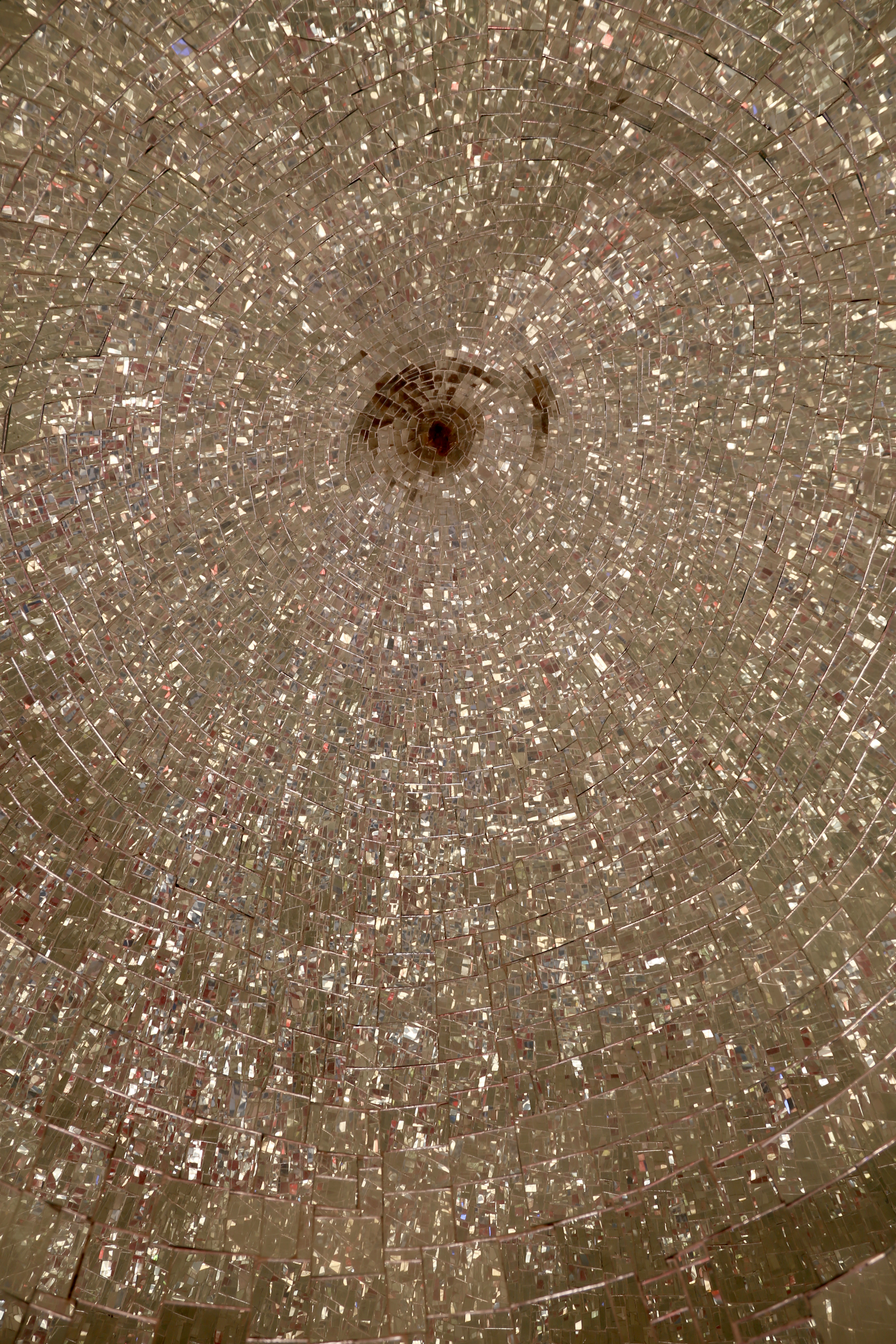
Interno del razzo dell'Imperatore con mosaico di specchi

Fa da contrappunto allo spazio cavo racchiuso dalle colonne del Papa il tutto-tondo dellAppeso, detto anche Albero della Vita, il cui solido corpo coronato da teste di serpenti è ricoperto, come un giornale murale, di iscrizioni, graficismi e disegni di Tinguely e di Niki de Saint Phalle, che narra in particolare la sua esperienza autobiografica nelle formelle del pannello My Love. Delineata con fili di colore al centro di un settore ovale ricoperto di specchi, lAlbero della Vita reca la figura dellImpiccato, che dal suo punto di vista rovesciato suggerisce un altro modo di guardare la realtà delle cose.
E mentre di fronte sale fino alla testa del Mago la serpeggiante scalinata blu intenso sotto la quale è nascosto l'accesso all'interno della testa-fontana della Papessa, dipinto di azzurro con stelle argentee, sulla destra si staglia, inquietante nel suo netto contrasto di bianco e nero, la figura della Giustizia, con la bilancia poggiata sui grandi seni e lo spazio interno, sbarrato da un cancello chiuso da un enorme lucchetto, occupato da un'altra delle sinistre mecaniqués di Jean Tinguely raffigurante l'Ingiustizia.
Procedendo lungo la stradina di cemento - mentre un cartello segnala una possibile deviazione in mezzo al boschetto, dove sono collocate le sculture degli Innamorati, coloratissime e gioiose figure in poliestere che sedute sul muretto consumano il loro pic-nic e, più indietro, solitaria in mezzo ad una piccola radura, il Profeta, grande fantasma cavo interamente ricoperto di specchi - ci si imbatte nel Castello dell'Imperatore, concepito «come una cittadella imperiale munita di torri, di un camminamento di ronda, di un cortile adornato da una fontana e da 22 colonne (il numero degli Arcani Maggiori) che sostengono un loggiato».

### L'Imperatoree laTorre
L'Imperatore è la figura con maggiore completezza architettonica, che Niki de Saint Phalle ha studiato a lungo e modificato dove pare raccolta l'eredità di Gaudí. Rappresenta la carta del maschile, fisico e psichico (simboleggiato dalle strutture verticali e dal razzo rosso rivolto verso il cielo poste in fregio al camminamento superiore), dell'ambizione, del potere consolidato simboleggiato anche dal ricco repertorio materico - «una onirica rievocazione del ready-made degli anni Sessanta» - che comprende «vetri di Murano e murrine, specchi di Francia, cecoslovacchi e di Boemia, rilievi decorativi (...) e tasselli di un puzzle senza eguali», richiamando «oggetti ed elementi dei più vari o ne sono dei calchi fino ai volti di tutti coloro che hanno collaborato alla creazione del Giardino dei Tarocchi, i cui nomi sono anche riprodotti in murrine tutto attorno ad una delle colone del loggiato».
Al centro del cortile racchiuso da questo ondeggiante, polimaterico loggiato, è ritagliata una vasca circolare nella quale quattro felici, coloratissime nanas fanno il bagno, schizzando dai seni getti d'acqua.
Sul retro del Castello, staccata ma incombente, si eleva la Torre, simbolo delle costruzioni mentali non fondate su basi solide, interamente rivestita di specchi e decapitata dalla violenza del fulmine-macchina-ferraglia concepita da Jean Tinguely.
Dalle finestre rettangolari ritagliate lungo le pareti della Torre si può avere una visione dell'interno dell'edificio, le cui strette stanze erano state adibite ad ufficio, oggi non accessibile.

### L'Imperatrice-Sfinge

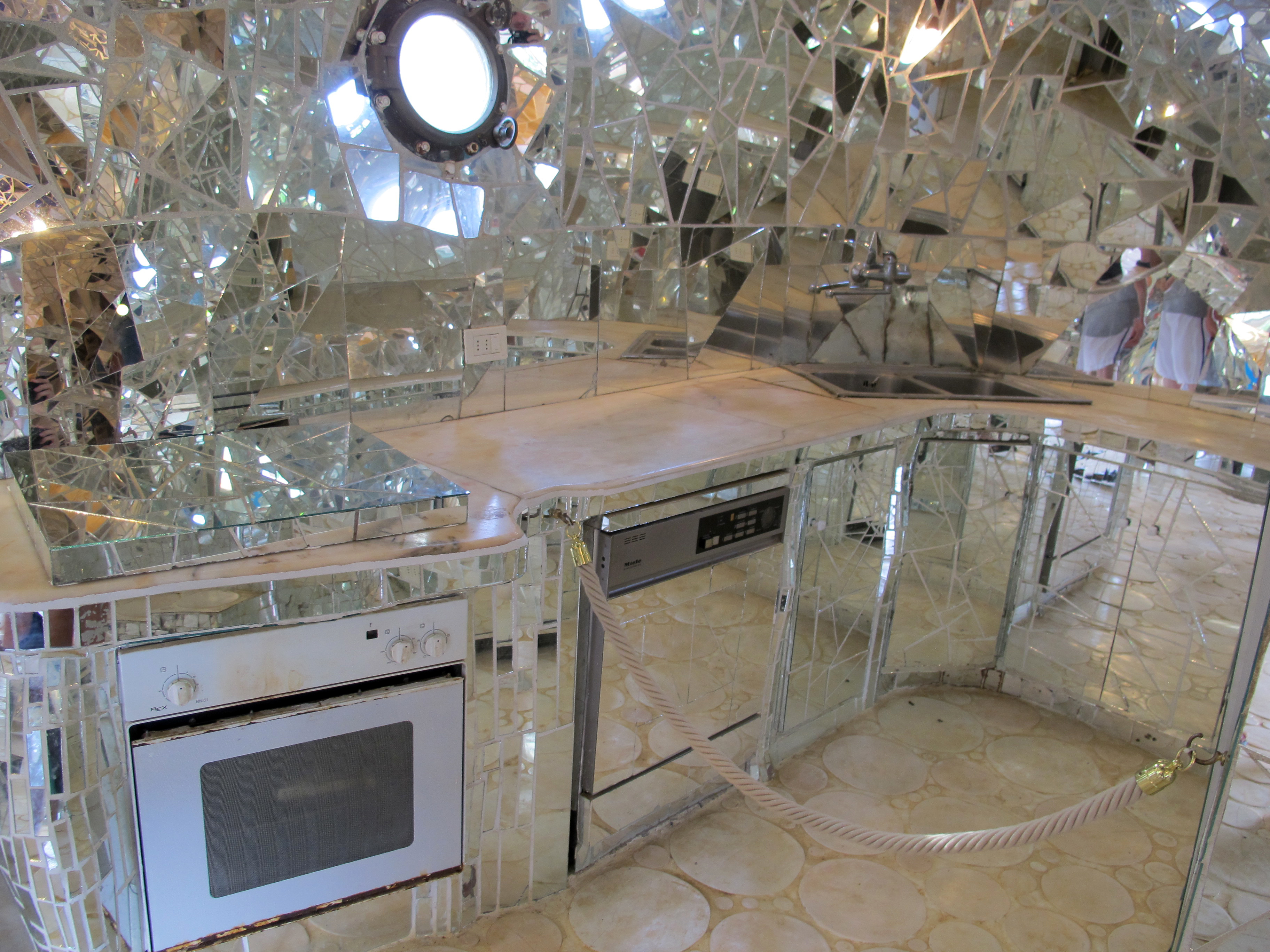
Interno dell'Imperatrice, la cucina

Precedentemente chiusa al pubblico, l'Imperatrice-Sfinge è anche la scultura più rappresentativa ed importante del complesso, nella quale Niki de Saint Phalle ha abitato per lunghi periodi durante i lavori. Posta a lato del Castello, lImperatrice si affaccia sulla piazza sottostante ed è posta in posizione dominante sull'intero Giardino.
Enorme ed opulenta, il corpo esageratamente formoso rivestito di una fantasmagoria di ceramiche molate, l'Imperatrice incarna forse meglio di qualsiasi altra scultura la cifra stilistica della «curva» adottata da Niki de Saint-Phalle fin dagli anni Sessanta nelle sue Nanas.
All'interno della «grande madre» - «spazio tutto a rotondità ondulate senza alcun angolo» secondo le parole dell'autrice, adibito ad abitazione con la stanza da letto in un seno, la cucina nell'altro e lo spazio centrale arredato come soggiorno studio - sono state collocate il 17 agosto 1996 - attualmente visibili - la figure del Giudizio, delle Stelle e del Carro, riflesse dalle migliaia di frammenti di specchi veneziani che rivestono le pareti.
Sul dorso dell'Imperatrice, i filamenti della chioma rivestita di specchi blu elettrico che incornicia il volto nero della figura delimitano una terrazza-belvedere tutta anfratti e concavità, accessibile da una scalinata modellata sul lato esterno, dai cui si gode l'ampio panorama della campagna circostante e la visione argentea della Luna, scultura skinny sostenuta dal granchio rosso posta al centro di una radura più in basso.

### LaTemperanza
Ancora proseguendo il cammino, sul limitare del pendio di sinistra sorge la cupoletta-cappella di specchi e cemento sovrastata dalla figura della Temperanza, dedicata alla memoria di Jean Tinguely e di Ricardo Menon; l'igloo è rivestito all'interno di specchi e formelle ceramiche in forma di fiori, ed è incentrato attorno ad un piccolo altare con il bassorilievo coloratissimo di una Madonna nera, che veglia sulle fotografie degli amici scomparsi. Entrare nella cappella significa penetrare in una dimensione in cui si perdono i parametri spaziali conosciuti: più che in altri luoghi del Giardino (e ancora più forte deve essere la sensazione all'interno dell'Imperatrice), l'effetto è di un avvolgente, spaesante caleidoscopio di colori e di forme curve continuamente riflesse e frantumate, uno spazio magico e sfuggente nel quale sembra tradursi il concetto stesso di infinito.
Nei pressi della cappella, nelle piazzole in mezzo al verde, sono sistemate sculture-sedili a forma di animali, utilizzabili come momenti di sosta, di contemplazione e di meditazione, mentre altre sculture, di soggetto mitico (la Dea dei serpenti o l'Oracolo) o animale (il gatto Ricardo) sono sparse nel boschetto.

### LaMorte, ilDiavolo, ilMatto, ilMondo

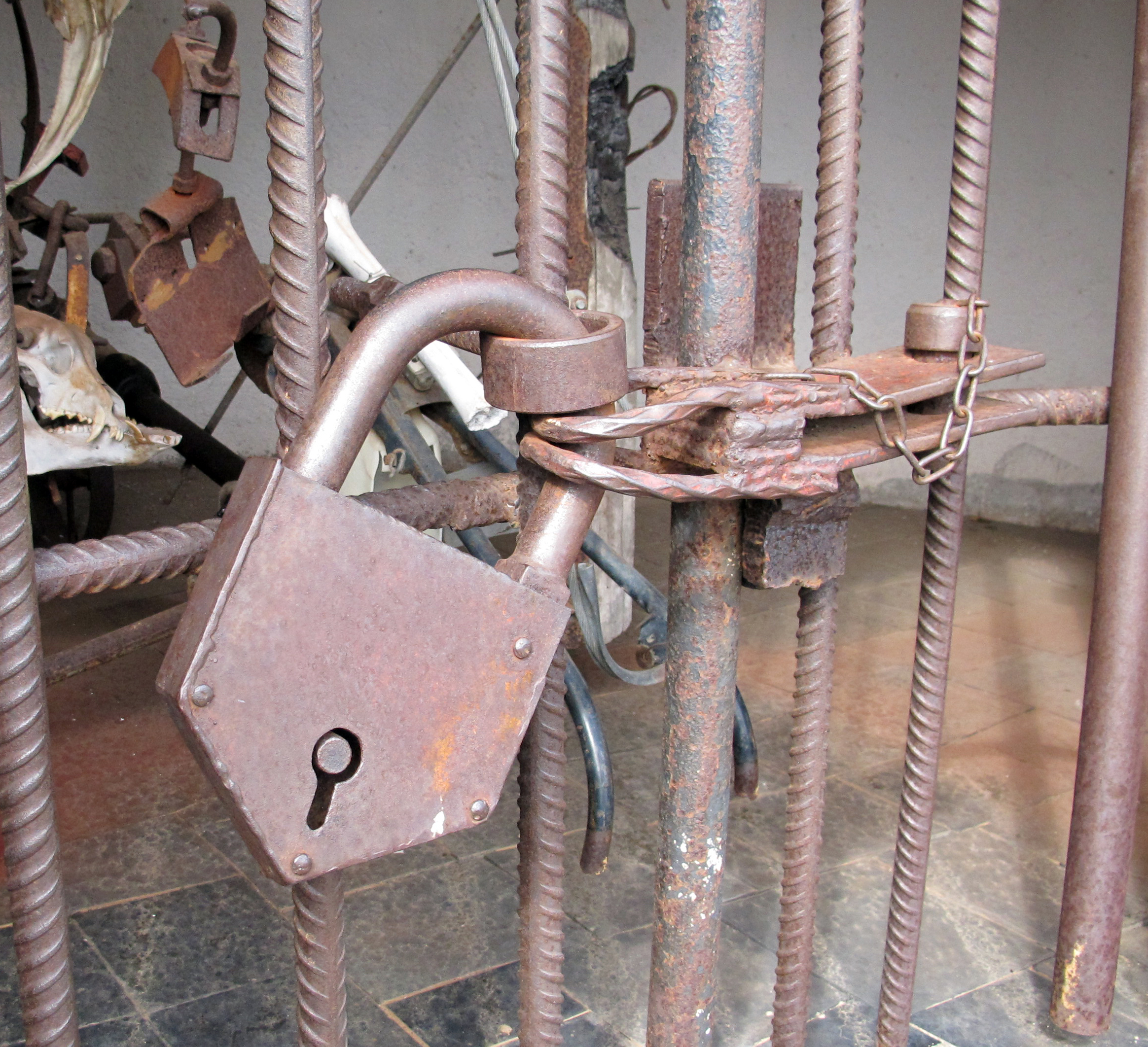
Il chiavistello della Giustizia

Ritornando indietro fino alla scultura del Sole, un altro piccolo sentiero sterrato conduce scendendo all'ultimo, selvaggio settore del Giardino, un solitario itinerario composto di tre piccole radure vicine in cui si ergono, isolate, le sculture della Morte, posta su un basamento di specchi e simboleggiata da una ghignante figura dorata in sella ad un cavallo blu che falcia uomini e animali ai suoi piedi; del Diavolo, in agguato sul fondo di una nicchia vegetale, con le ali di pipistrello spiegate, il corpo coloratissimo, il sesso incerto, le due figure umane - femminile e maschile - ai lati; del Matto, filiforme scultura skinny in cui il giovane vagabondo, nel quale l'artista si identifica, è il simbolo del caos, dello spirito e dell'entusiasmo ed infine del Mondo, eseguita insieme a Tinguely che ha creato la macchina ferrosa alla base che fa ruotare ad intervalli regolari di 43 secondi (chiaro riferimento al concetto del Minuto Platonico), illuminando magicamente con minuscole particelle di luce il verde circostante, la sfera di specchi stretta tra le spire di un serpente e sovrastata da una figura di donna a braccia aperte.

### LaForza
La scultura della Forza rappresenta l'undicesimo Arcano dei Tarocchi e mostra una donna che tiene sotto controllo un drago, legato a lei da un filo invisibile. Si tratta di una originale interpretazione di questo Arcano, che, dai mazzi Visconti-Sforza del 1450, raffigura una donna che apre le fauci ad un leone. L'introduzione della figura del drago mostra anche i debiti iconografici che l'artista ha verso le sculture del Bosco Sacro di Bomarzo, dove è presente un drago che ricorda molto quello di Niki de Saint Phalle.